# Rut Himmelsbach
Rut Himmelsbach (* 28. September 1950 in Zug) ist eine Schweizer Malerin, Fotografin und Objektkünstlerin mit dem Bürgerort Basel, wo sie heute lebt und arbeitet.

## Leben
Rut Himmelsbach wuchs in Zug auf und erlangte dort die Maturität. 1971 trat sie der Fotoklasse der Kunstgewerbeschule Zürich bei. Von 1971 bis 1972 studierte sie Creative Photography am London College of Communication (ehemals London College of Printing). 
Sie arbeitete 1973/1974 als Fotografin, bevor sie 1974 mit der Malerei begann. Von 1993 bis 1997 hatte sie einen Lehrauftrag an der Schule für Gestaltung in Bern. Sie erhielt Stipendien der Kantone Zug und Basel in den Jahren 1975, 1979, 1981, 1983 und 1985 sowie 1984 ein Atelierstipendium des Kantons Basel an der Cité Internationale des Arts in Paris. Von 1985 bis 1986 war sie im Istituto Svizzero in Rom und erhielt 1987 den Eidgenössischen Preis für freie Kunst. 
Auslandaufenthalte führten sie nach New York (1981–1982) und erneut nach London, wo sie von 1999 bis 2000 ein von der Zuger Kulturstiftung Landis & Gyr gefördertes Werksemester absolvierte. Sie unternahm 1974 eine Reise nach Algerien, 1977/1978 nach Kanada, USA und Zentralamerika sowie 1980 nach Sri Lanka.

## Werk
Himmelsbach arbeitet mit verschiedenen Medien und Materialien wie Malerei, Fotografie, Objektkunst und Schrift. Aus Momentaufnahmen entstehen assoziativ verkettete Fotoserien, oft in ungewöhnlichen Kombinationen mit der Malerei und Objekten. Die Motive entnimmt sie ihrer alltäglichen Umgebung, wie zum Beispiel Fotos von Menschen, Haushaltsgegenständen, gesammelten Objets trouvés sowie der Natur. Neben diesen persönlichen Themen befasst sie sich auch mit allgemeinen Themen wie Krieg, Umweltbelastung, Beziehungen zwischen den Geschlechtern, Religion und neuen Medien. Sie verwendet spezielle Techniken wie Ätzverfahren in Stein und Glas. Darüber hinaus integriert sie Produkte aus dem Bereich der Alltagskultur in ihre Installationen.

## Ausstellungen

### Einzelausstellungen
- 1983: Galerie Hybrydy, Warschau[4]
- 1984: Galerie Lydia Megert, Bern[4]
- 1986: Galerie D + C Mueller-Roth, Stuttgart[2]
- 1988: Galerie Lydia Megert, Bern[2]
- 1989: Rut Himmelsbach. Kunst mit Fotografie, Kunstraum Kreuzlingen[5]
- 1989: Rut Himmelsbach, Galerie Anton Meier, Genf[6]
- 1991/92: Museum für Gegenwartskunst, Basel[2]
- 1992: Galerie Anton Meier, Genf[2]
- 1993: APROPOS, Luzern[2]
- 2014: Trace, John Schmid Galerie, Basel[7]
- 2016: Rut Himmelsbach – See What’s What, Kunsthaus Langenthal, Langenthal Erste institutionelle Einzelausstellung seit 2004[3]

### Gruppenausstellungen
In den 1980er Jahren war Himmelsbach in den wichtigsten Gruppenausstellungen junger Schweizer Kunst vertreten.
- 1981: Aspekte der Jungen Schweizer Kunst, Städtische Galerie im Leeren Beutel, Regensburg[8]
- 1981: Künstler aus Basel, Kunsthalle Basel, Basel[9]
- 1982: Zwitserse Avant-garde, Galerie Nouvelles Images, Den Haag[10]
- 1984: Disegni. Arte attuale sivzzera / Aktuelle Schweizer Kunst, Galleria Fina Bitterlin, Florenz[11]
- 1984: Das subjektive Museum, Filiale Basel, Basel[12]
- 1984: Bewegungsräume. Schweizer Künstlerinnen zeigen Installationen, Video, Performance, Tanzperformance, Galerie Grita Insam, Wien[13]
- 1985: Fri Art, New York[2]
- 1985: Neun, Ausstellungsraum Kaserne, Basel[2]
- 1985: Filiale Basel zeigt Erich Busslinger, Carlos Figueira, Rut Himmelsbach, Jacques Herzog, Peter Suter, Shedhalle, Zürich[14]
- 1985: Zu sehen. Kunst aus Basel, Künstlerwerkstatt Lothringerstrasse, München[2]
- 1986: Samuele Gabai. Rut Himmelsbach. Peter Kamm. Luca Marelli. Monika Sennhauser, Istituto Svizzero di Roma, 1986, Rom[15]
- 1987: Offenes Ende – Junge Schweizer Kunst, Institut für moderne Kunst, Nürnberg[16]
- 1987: Stiller Nachmittag. Aspekte Junger Schweizer Kunst, Kunsthaus Zürich, Zürich[17]
- 1988: Galerie Susan Wyss, Zürich[2]
- 1989: Palazzo, Liestal[2]
- 1989: Unikat und Edition. Künstlerbücher in der Schweiz, Helmhaus, Zürich[18]
- 1990: Unikat und Edition. Künstlerbücher in der Schweiz, Kunstmuseum Thurgau, Kartause Ittingen, Warth[19]
- 1990: Räume: Rut Himmelsbach, Jürg Stäuble, Hannes Vogel, Eric Hattan, Esther Gisler, Max Matter, Ernst Häusermann, Helmhaus, Zürich[20]
- 1990: The Readymade Boomerang: Certain Relations in 20th Century Art, 8th Biennale of Sydney, Sydney 1990[21]
- 1991: Autrement dit: les artistes utilisent la photographie. Exposition, ancienne caserne de la Planche, Alte Kaserne Obere Matte, Fribourg[22]
- 1992: Helvetia condensed: Fotokunst aus der Schweiz, München[23]
- 1994: Karawane, Kunsthaus Zug[2][A 1]
- 1994: St. Galerie 1980–82, Remake 1994, St. Galerie, St. Gallen[24]
- 1995: Paysage mental, paysage vecu, Galerie Anton Meier, Genf[4]
- 1997/1998: Animaux et animaux. Zeitgenössische Kunst und Zoologie, Museum zu Allerheiligen, Schaffhausen[25]
- 2000: Position: Fotografie Zentralschweiz, Nidwaldner Museum, Stans[26]
- 2001: Machet den Zun nicht zu eng! Museum Bruder Klaus Sachseln, Sachseln[27]
- 2001: Entrée des Artistes, Projektraum M54, Basel[28]
- 2004: Rut Himmelsbach/Vivian Suter, Kunstmuseum Olten[29][A 2]
- 2007: FernNah 1, Kunsthaus Zug[30]
- 2007: FernNah 2, Kunsthaus Zug[31]
- 2010: Heinz Niederer/Rut Himmelsbach, KulturTankstelle Döttingen, 2010[32]
- 2016: Rut Himmelsbach/Alex Silver, Galerie Apropos, Luzern, Black Holes Installation[33]
- 2018: Grenzenlos, Kulturort Galerie Weiertal – «Wasser-Requiem» (Sound-Installation) – Ein Requiem zum Thema der weltweiten Wasserprivatisierung.[34]
- 2019: ALIAS / asali, Galerie Edition Z, Chur[35]
- 2023: Schatzkammer Sammlung #6, Kunstmuseum Olten[36]

## Stipendien
- 1975: Kunststipendium aus der Stiftung His, Basel[2]
- 1979: Kunststipendium des Kantons Zugs[2]
- 1981: Kunststipendien der Kantone Zug und Basel[2]
- 1982: Werkbeitrag des Kantons Zug[2]
- 1984: Aufenthalt an der Cité des Arts, Paris, mit Künstlerstipendium des Kantons Basel[2]
- 1985: Kunststipendium des Kantons Basel[2]
- 1985/86: Aufenthalt am Istituto Svizzero, Rom[2]
- 1987: Eidgenössisches Kunststipendium[2]

## Kunst im öffentlichen Raum
- 1990: Ausführung von Boden- und Wandmosaik nach ravennischer Art, in der Eingangshalle des Verwaltungs- und Ausbildungszentrums des Schweizerischen Wirteverbands in Zürich, Blumenfeldstrasse 20[2]
- 1991: Eingangshallengestaltung in der Bank Julius Bär, Zürich, Brandschenkestrasse 38/40[2]

## Publikationen
- Jean-Christophe Ammann, Margrit Suter (Hrsg.): Künstler aus Basel: Miriam Cahn, Rut Himmelsbach, Alex Silber, Anselm Stalder, Vivian Suter, Hannah Villiger, Christine Brodbeck, Anna Winteler, Welcome, the Wondergirls. Ausstellungskatalog. Basler Kunstverein, 1981.
- Städtische Galerie Regensburg: Aspekte der Jungen Schweizer Kunst. 1981.
- Bewegungsräume: Schweizer Künstlerinnen zeigen Installationen, Video, Performance, Tanzperformance: Agnes Barmettler, Christine Brodbeck, Silvie Defraoui, Chérif Defraoui, Olivia Etter, Rut Himmelsbach, Rosina Kuhn, Muriel Olesen, Gérald Minkoff, Anna Winteler. Ausstellungskatalog. Galerie Grita Insam, Wien 1984.
- Filiale Basel zeigt Erich Busslinger, Carlos Figueira, Rut Himmelsbach, Jacques Herzog, Peter Suter. Ausstellungskatalog. Zürich 1985.
- Institut für moderne Kunst Nürnberg (Hrsg.): Offenes Ende – Junge Schweizer Kunst. Verlag für moderne Kunst, Zirndorf 1987.
- Rut Himmelsbach. Mit Texten von Soraya Azarmsa. Galerie Anton Meier, Genf 1989.
- Kunst mit Photographie, Simpfendorfer; Harald Müller; Rut Himmelsbach; Ottmar Hörl; Felix Stephan Huber, Bernhard Striebel. 1989.
- Marie-Louise Lienhard: Unikat und Edition: Künstlerbücher in der Schweiz. Helmhaus, Zürich 1989, ISBN 978-3-906396-03-3.
- Eighth Biennale of Sydney: The Ready Made Boomerang Certain Relations in 20th Century Art. Sydney 1990, ISBN 978-0-9596619-6-5.
- Räume: Rut Himmelsbach, Jürg Stäuble, Hannes Vogel, Eric Hattan, Esther Gisler, Max Matter, Ernst Häusermann. Ausstellungskatalog. Helmhaus, Zürich 1990.
- Rut Himmelsbach. Mit Beiträgen von Irena Breznà, Matthias Haldemann, Rut Himmelsbach und Peter Suter. Kunsthaus Zug, 1994.
- Rut Himmelsbach und Kunstmuseum Olten (Hg.): DU DA. 2004, ISBN 3-85452-317-3.